# Crotalaria capensis
Crotalaria capensis ist eine Art der Gattung Crotalaria in der Unterfamilie Faboideae in der Familie der Hülsenfrüchtler (Fabaceae).

## Beschreibung

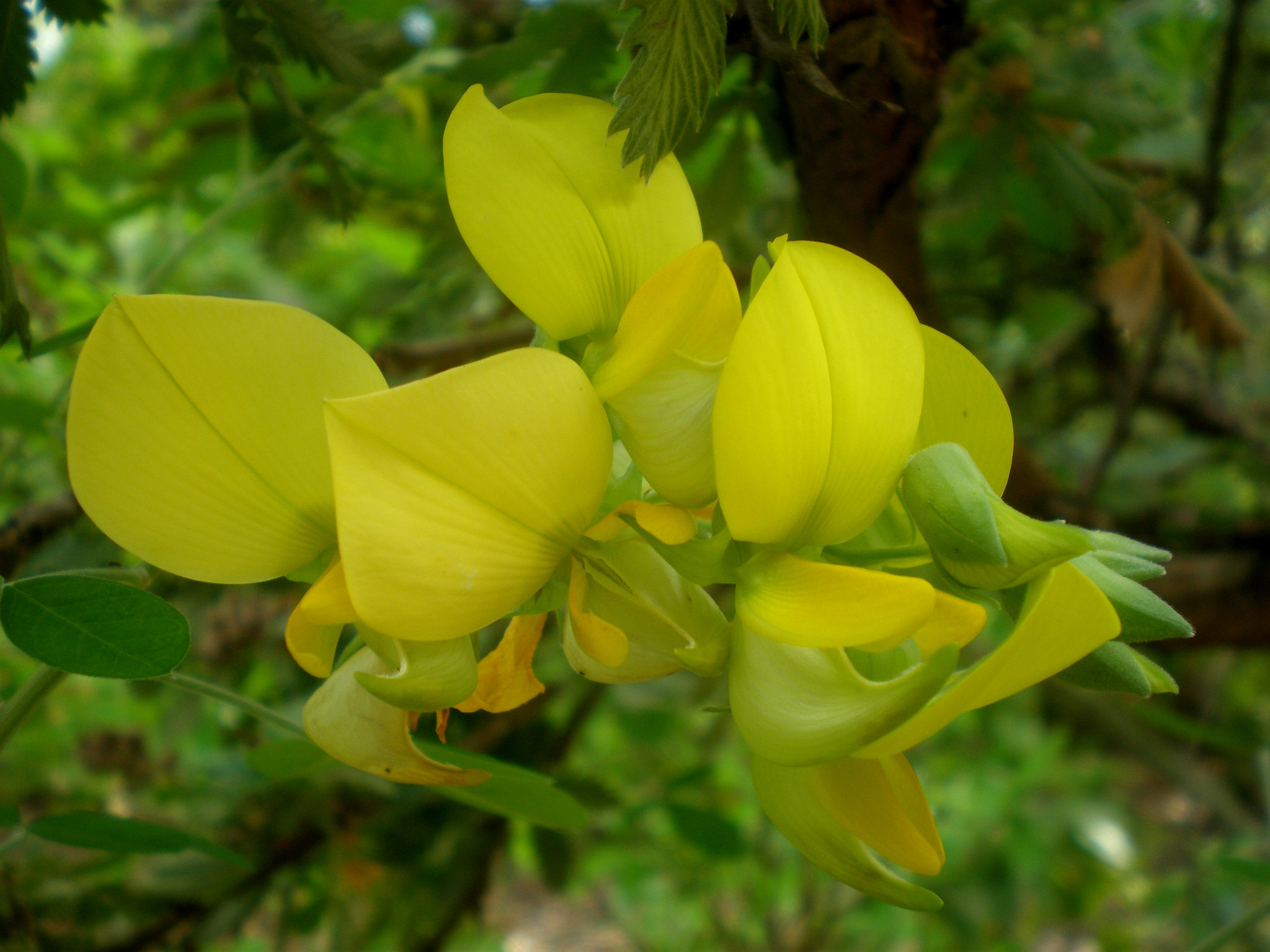
Zygomorphe Blüten

### Vegetative Merkmale
Crotalaria capensis ist ein stark verzweigter, meist immergrüner Strauch oder Baum, der Wuchshöhen von 3 Metern, selten bis 6 Metern erreicht. Die Borke ist grau oder bräunlich.
Die wechselständig an den Zweigen angeordneten Laubblätter sind in Blattstiel und -spreite gegliedert. Die unpaarig gefiederte Blattspreite ist dreizählig. Die kurz gestielten Teilblättchen sind bei einer Länge von bis zu 6 Zentimetern sowie einer Breite von bis zu 2,5 Zentimetern eiförmig bis verkehrt-eiförmig mit keilförmiger Basis und breitem oberen Ende und haben eine feine aufgesetzte Spitze. Sie sind frisch grün und fein behaart. Sie sind ganzrandig. Die Nebenblätter am Blattstielgrund sehen wie zwei kleine Blättchen aus.

### Generative Merkmale
Die Blütezeit reicht im südlichen Afrika von Oktober bis Februar. Die hängenden Blütenstände sind bis zu 20 Zentimeter lang.
Die zwittrige Blüte ist zygomorph und fünfzählig mit doppelter Blütenhülle. Die gelbe Blütenkrone weist die typische Form einer Schmetterlingsblüte auf. Das Schiffchen endet in einen Schnabel. Die Staubblätter sind einbrüderig verwachsen.
Die bei Reife hellbraune und mehrsamige, kurzhaarige Hülsenfrucht ist bei einer Länge von 6 bis 8 Zentimetern sowie einem Durchmesser von etwa 1,5 Zentimetern zylindrisch und etwas aufgeblasen.

## Vorkommen und Gefährdung
Crotalaria capensis ist für eine Art der Gattung Crotalaria relativ weitverbreitet. Sie kommt im südlichen Afrika in Mosambik, östlichen Simbabwe, südlichen Malawi, Swaziland und in den südafrikanischen Provinzen Ost-, Westkap, Free State, KwaZulu-Natal, Limpopo sowie Mpumalanga vor. Sie gedeiht in Südafrika entlang dem östlichen Escarpment von Soutpansberg über Swaziland bis zum nördlichen KwaZulu-Natal und weiter südlich entlang der Küste bis Knysna. Sie ist auf der Kaphalbinsel ein Neophyt.
In Südafrika gedeiht sie im Albany-Dickicht, in Wäldern besonders am Waldrand, im Fynbos, im Grasland und im Küstengürtel des Indischen Ozeans. Sie wächst auch an „gestörten Standorten“.
Crotalaria capensis wurde 2011 mit „Least Concern“ = „nicht gefährdet“ bewertet, da sie weitverbreitet und auch häufig vorkommt.

## Taxonomie
Die Erstveröffentlichung von Crotalaria capensis erfolgte 1777 durch Nikolaus Joseph von Jacquin in Hortus botanicus vindobonensis, Volume 3, S. 36, Tafel 64. Ein Homonym ist Crotalaria capensis Baker, das 1871 durch John Gilbert Baker in Flora of Tropical Africa, Volume 2, 38 veröffentlicht wurde. Synonyme für Crotalaria capensis Jacq. sind: Crotalaria ceciliae Verd., Crotalaria capensis var. obscura E.Mey., Crotalaria arborescens Lam., Crotalaria incanescens L.f.

## Nutzung
Crotalaria capensis wird manchmal als Hecke genutzt.